# レヒベルクハウゼン
レヒベルクハウゼン（ドイツ語: Rechberghausen）は、ドイツ連邦共和国バーデン＝ヴュルテンベルク州シュトゥットガルト行政管区のゲッピンゲン郡に属す町村（以下、本項では便宜上「町」と記述する）である。この町は、レギオン・シュトゥットガルト（シュトゥットガルト地域、1992年まではレギオン・ミットレラー・ネッカー）およびシュトゥットガルト欧州大都市圏辺縁部に含まれる。

## 地理

### 位置
レヒベルクハウゼンは、シュヴェービシェ・アルプ中部の麓、シュールヴァルト（森）の東辺縁部に接する、海抜 320 から 400 m のマールバッハ川沿いにある。この川はフィルス川右岸側の支流である。この川の両岸およびその斜面に位置する首邑の入口で、右岸側の比較的大きな支流ヘレンバッハ川が流れ込んでいる。

### 隣接する市町村
この町は、北西はベルトリンゲン、北東はビレンバッハ、東から南東は郡庁所在地ゲッピンゲンと接している。ゲッピンゲンのバルテンバッハ市区とレヒベルクハウゼンは切れ目なく一体化している。さらに町の西はヴァンゲンと接している。いずれもゲッピンゲン郡に属す。

### 自治体の構成
自治体レヒベルクハウゼンは、首邑のレヒベルクハウゼンとその北東に位置する非常に小さなオーバーハウゼン小集落からなる。

### 土地利用
| 用途                 | 面積 (ha) | 占有率 (%) |
| -------------------- | --------- | ---------- |
| 住宅地               | 82        | 12.8       |
| 商工業地             | 15        | 2.4        |
| レクリエーション用地 | 15        | 2.3        |
| その他市街地         | 17        | 2.7        |
| 交通用地             | 53        | 8.3        |
| 農業用地             | 311       | 48.5       |
| 森林                 | 141       | 22.0       |
| 水域                 | 3         | 0.5        |
| その他               | 3         | 0.5        |
| 合計                 | 640       | 100        |

2022年現在の州統計局のデータに基づく。

## 歴史

### 概要

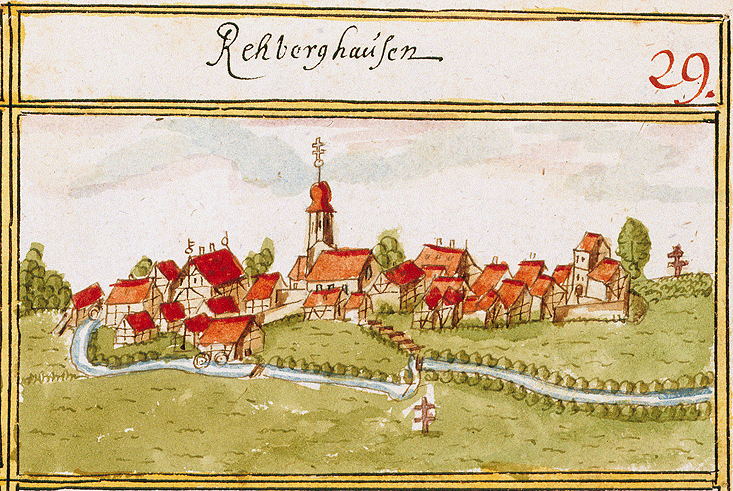
1685年にアンドレアス・キーザーの森林簿に描かれたレヒベルクハウゼン

この集落は、1245年に初めて文献に記録されている。1274年以前この村は騎士ウルリヒ3世フォン・レヒベルク＝ベットリンゲンが領していた。彼の死後、所領は2人の息子が分割相続した。彼の同名の息子がレヒベルクハウゼンの領主権を相続し、分家のレヒベルク＝レヒベルクハウゼン家を興した。1366年にヨハン5世フォン・レヒベルク＝レヒベルクハウゼンが領主権と城と街をテック公フリードリヒに売却した。テック公はこれをオーストリアに譲渡し、同時にレーエンとして再び入手した。1374年にオーストリア領主家は城と町をレヒベルク・ツー・ホーエンレヒベルク家に売却した。レヒベルク伯アロイス・クレメンスは1721年にノイエス・シュロス（直訳: 新しい城館、現在の町役場）を建設した。1733年にオーベーレス・ドルフ（直訳: 上の村）がオーストリアに再び返還された。女帝マリア・テレジアは1749年にプライジング伯ヨハン・ヨーゼフにレーエンとしてこれを与えた。その息子が1789年にこの所領をデーゲンフェルト＝ショーンブルク伯に売却した。陪臣化により、レヒベルクハウゼンは1805年にヴュルテンベルク領となった。ヴュルテンベルク王国の新たな行政機構の導入によりレヒベルクハウゼンはオーバーアムト・ゲッピンゲンに編入された。
1853年、洪水によって37人の住人が死亡し、8棟の家屋が破壊された。
1938年4月25日の行政改革によって、この町はゲッピンゲン郡に帰属することとなった。第二次世界大戦後この町は、アメリカ占領地区に創設されたヴュルテンベルク＝バーデン州に属した。この州は1952年に現在のバーデン＝ヴュルテンベルク州に再編された。
1980年代に町の中心部が再開発され、リンダハ産業地区が開発された。

## 住民

### 宗教
宗教改革までレヒベルクハウゼンはゲッピンゲンの教区に含まれていた。レヒベルクの領主家はローマ＝カトリックの信仰を堅持したため、ここに固有の教区が設けられた。宗教上、1970年代までカトリックが多数を占めていた。カトリックのマリエ・ヒンメルファールト教会は1912年に完成した。
現在レヒベルクハウゼンには福音主義の教会が存在する。この教会は2017年までレヒベルクハウゼンとヴェッシェンボイレンを包含していた。特に第二次世界大戦後に福音主義の住民が流入した。彼らは、レヒベルクハウゼンは当初バルテンバッハ教会に、ヴェッシェンボイレンはロルヒの教会に属した。1955年にバルテンバッハ教会を母体とする娘教会としてレヒベルクハウゼン支教会が形成され、レヒベルクハウゼンに独自の教区が設けられた。1960/61年にシュトゥットガルトの建築家パウル・ハイム（子）によって独自の教会堂イェズス＝クリストゥス教会が建設され、地下に集会室が設けられた。画家でグラフィック作家のアルブレヒト・ブラウンはこの教会の入口にセメントのレリーフ（磔刑、復活、エマオ、ペンテコステ）を、東壁にスグラフィト（ミカエルのドラゴン退治）を制作した。1974年にレヒベルクハウゼン支教会はバルテンバッハの母教会から分離され、独立した教会となった。これと同時にヴェッシェンボイレンの福音主義住民を取り込んだ。ヴェッシェンボイレンは2018年1月1日にレヒベルクハウゼンから離れ、ホーエンシュタウフェン教会とともに新たなアム・ホーエンシュタウフェン教会として統合された。レヒベルクハウゼン教会は、レヒベルクハウゼンの幼稚園の運営母体でもある。

### 人口推移
出典: 1970年以降のデータは、バーデン＝ヴュルテンベルク州統計局のデータによる。
| 時点           | 人口（人） |
| -------------- | ---------- |
| 1837年         | 737        |
| 1907年         | 1,335      |
| 1939年05月17日 | 1,726      |
| 1950年09月13日 | 2,514      |
| 1970年05月27日 | 4,629      |
| 1983年12月31日 | 4,916      |
| 1987年05月25日 | 4,991      |
| 1991年12月31日 | 5,305      |
| 1995年12月31日 | 5,245      |
| 2000年12月31日 | 5,490      |
| 2005年12月31日 | 5,532      |
| 2010年12月31日 | 5,366      |
| 2015年12月31日 | 5,424      |
| 2020年12月31日 | 5,411      |

## 行政

### 行政連合
この町は、近隣のアーデルベルク、ビレンバッハ、ベルトリンゲンとともに自治体行政連合「エストリッヒャー・シュールヴァルト」（シュールヴァルト東部自治体行政連合）を形成している。その本部はレヒベルクハウゼンにある。

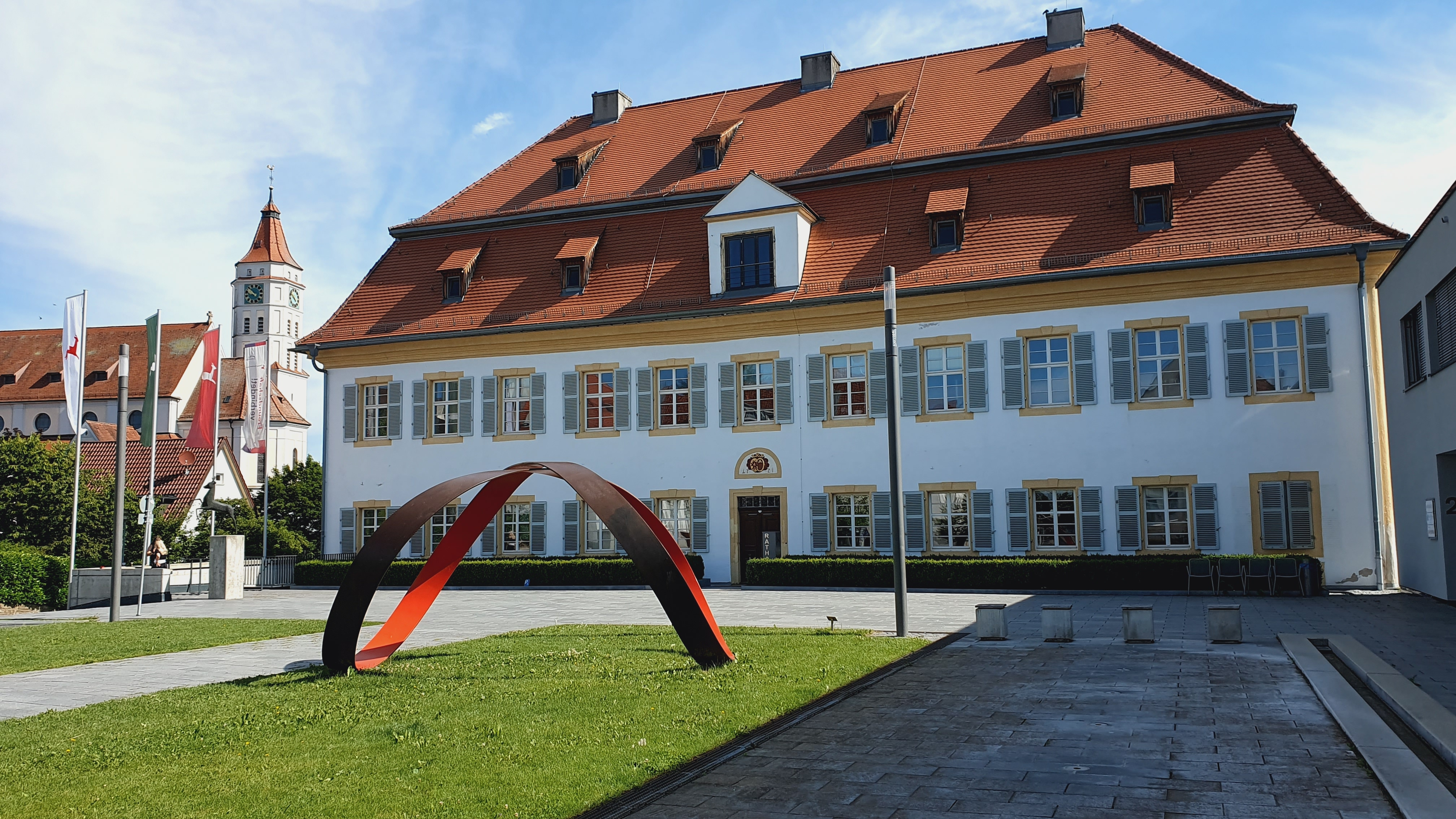
レヒベルクハウゼンの町役場（ノイエ・シュロス）

### 首長
2015年7月1日からクラウディア・デルナーが町長を務めている。2023年4月の町長選挙で彼女は再選を果たした。彼女の前任者は、ライナー・ヨハネス・ルフで、1977年12月1日から2015年6月30日まで町長を務めた。

### 議会
レヒベルクハウゼンの町議会は18議席からなる。町議会は、これらの選出された名誉職の議員と議長を務める町長で構成されている。町長は町議会において投票権を有している。

### 紋章
図柄: 銀地。緑の三峰の山の上に棒立ちになる赤い雄のノロジカ。
紋章の由来: 1930年頃の町長の公印には、三峰の山の上に棒立ちになるアイベックスが描かれていた。この紋章動物はレヒベルクハウゼンと何の関わりもないため、町は1932年10月16日に現在の「地口」の紋章を採用した（雄のノロジカ = Rehbock）。この図柄は、町の名前と同時に、1789年までこの町を領していたレヒベルク家をも表している。
この紋章は、1932年10月16日にヴュルテンベルク内務省の認可を得た。

### 姉妹自治体
- バート・シュレマ（ドイツ語版、英語版）（ドイツ、ザクセン州）1991年

## 経済と社会資本

### 交通
この町は、連邦道297号線（テュービンゲン - ロルヒ）沿いに位置している。1912年から1984年までホーエンシュタウフェン鉄道（シュヴェービッシュ・グミュント - ゲッピンゲン）によって鉄道網に接続していた。

### 教育
レヒベルクハウゼンには、シュールヴァルト本課程・実科学校がある。この他に基礎課程学校と、1園は公立、1園はローマ＝カトリック教会、1園は福音主義教会が運営する幼稚園があり、さらにヴァンゲンとの町境にリートヴェルドレの森のようちえんがある。また、レヒベルクハウゼンにはシュールヴェルト市民大学やシュールヴァルト音楽学校の分校がある。

## 文化と見所
- レヒベルクハウゼン旧城館
- レヒベルクハウゼン新城館
- カトリックの教区教会マリエ・ヒンメルファールト教会（1912年建造）

### 演劇
バーンホーフ通り30番地にある、旧ホーエンシュタウフェン鉄道の駅舎には、定期的な上演プランを有するアマチュア劇団テアター・イム・バーンホーフがある。
毎年夏には、町が主催する児童演劇週間があり、優秀な演劇グループ3団体に賞が授与される。

### グリーンプロジェクト 2009
2009年5月29日に、バーデン＝ヴュルテンベルク州の小規模な庭園博であるグリーンプロジェクト・レヒベルクハウゼンが開幕した。この庭園博に合わせて池を持つ景観公園や高さ 12.3 m の展望塔「ルフティクス」が建造された。予定来場者数は12万人であったが、4か月の会期終了時にはこれを遙かに上回る24万人の来客があった。

## 人物

### 出身者
- ヴォルフガング・フライ（ドイツ語版、英語版）（1942年 - ）植物学者、熱帯雨林研究者。

## 関連図書
- Rudolf Moser, ed (1844). “Gemeinde Rechberghausen”. Beschreibung des Oberamts Göppingen. Die Württembergischen Oberamtsbeschreibungen 1824–1886. Band 20. Stuttgart / Tübingen: Cotta’sche Verlagsbuchhandlung. pp. 268–273